# Station Drangedal
Station Drangedal is een spoorwegstation in het dorp Preststranda in de  gemeente Drangedal in Telemark in het zuiden van Noorwegen. Het station, aan Sørlandsbanen, werd geopend in 1927. 